# Избеглице репа (бенд)
Избеглице репа (арап. لاجئي الراب, фр. Les Réfugiés Du Rap) је сиријско–палестинска хип-хоп група.

## Каријера
Браћа Јасер и Мохамед Џамус су 2007. године основали групу Избеглице репа док су били насељени у палестинском избегличком кампу у Јармуку, у Сирији. Њихови текстови нуде увид у живот у кампу и осуђују ситуацију у Сирији. Били су приморани на егзил 2013. и исте године су постали избеглице у Француској.
Из њихове сарадње је произашло неколико уметничких пројеката. Два албума су објављена 2010. и 2014. године и резултат су разних сарадњи. Након што је објављен њихов албум Face to Face 2010. добили су сопствени студио за снимање.
Током своје каријере Избеглице репа су привукли пажњу неколико медија међу којима су Ролинг стоун, Гардијан, Би-Би-Си ворлд сервис, Konbini, Radio France, TV5, The World, ARTE, Vice и многи други.
Избеглице репа су организовали и радионицу писања репа.

## Дискографија

### Албуми
- Face 2 Face (2010)
- The Age of Silence (2014)
- Insomnia (2018)